# Ogilvie (Western Australia)
Ogilvie ist ein Ort in der Region Mid West des australischen Bundesstaates Western Australia. Im Jahr 2016 hatte der Ort 57 Einwohner.
Ogilvie liegt rund 25 Kilometer von der Küste des Indischen Ozeans entfernt, etwas westlich des North West Coastal Highway (National Highway 1). Northampton, 25 Kilometer im Süden, Geraldton, 75 Kilometer im Süden an der Küste, und Kalbarri, 90 Kilometer im Nordwesten an der Küste, sind die nächstgelegenen größeren Orte.

## Bevölkerung
Von den 57 Einwohnern sind 53 % männlich und 47 % weiblich. Das durchschnittliche Alter liegt bei 35 Jahren, 2,6 Jahre weniger als beim australischen Durchschnitt. Familien haben im Durchschnitt 2,3 Kinder, und es leben durchschnittlich 3,3 Menschen pro Haushalt.